# 嘉州路駅
嘉州路駅（かしゅうろ-えき）は、中華人民共和国重慶市渝北区に位置する重慶軌道交通3号線の駅である。駅番号は3/23。また、将来的に4号線の駅も設置される予定である。

## 駅構造
- 島式ホーム1面2線を有する地下駅。

## 歴史
- 2011年9月29日 - 開業。

## 隣の駅
重慶軌道交通
■3号線
紅旗河溝駅(3/22)  - 嘉州路駅(3/23)  - 鄭家院子駅(3/24)